# صقیعه
صقیعه (به عربی: صقیعة) یک روستا در سوریه است که در ناحیه سنجار واقع شده‌است. صقیعه ۵۹۹ نفر جمعیت دارد.